# Watseka
Watseka ist eine City in und Verwaltungssitz von Iroquois County im Osten des US-amerikanischen Bundesstaates Illinois. 

## Geografie
Watseka liegt auf 40°46'34" nördlicher Breite und 87°44'11" westlicher Länge. Der Bundesstaat Indiana beginnt in einer Entfernung von 15 Kilometern in östlicher Richtung. Die nächsten Großstädte sind Chicago (100 Kilometer nördlich) und Indianapolis (170 Kilometer südöstlich). Zur Südspitze des nordöstlich gelegenen Michigansees beträgt die Entfernung ca. 90 Kilometer. Durch Watseka fließt der Iroquois River. Der U.S. Highway 24 verläuft durch die Stadt, der Interstate 57 befindet sich in einer Entfernung von 20 Kilometern im Westen.

## Geschichte
Der Name der Stadt Watseka, die 1865 gegründet wurde, geht auf den Namen "Watch-e-kee" zurück. Dies war der Name der Frau des Siedlers Gurdon Saltonstall Hubbard, die dem Stamm der Potawatomi angehörte. Bereits 1866 wurde das „Old Iroquois County Courthouse“ erbaut und 1881 sowie 1927 erweitert. Heute ist es unter dem Namen „The Old Countryhouse Museum“ zu besichtigen. 
Von der Stadt haben die als Watseka-Wunder (Watseka Wonder) bezeichneten und auch Reinkarnationsgedanken enthaltenden spirituelle Schilderungen vom Ende des 19. Jahrhunderts ihren Namen.

## Demografische Daten
Bei der Volkszählung im Jahre 2009 wurde eine Einwohnerzahl von 5375 ermittelt, was einem Rückgang um 5,2 % gegenüber dem Jahre 2000 bedeutet. Das Durchschnittsalter betrug 2009 40,1 Jahre.

## Söhne und Töchter der Stadt
- Fern Andra (bürgerlicher Name: Vernal Edna Andrews); (1894–1974), Schauspielerin, Regisseurin, Drehbuchautorin und Filmproduzentin
- Henry Bacon (1866–1924), Architekt des Lincoln Memorial in Washington, D.C.
- Phyllis Christine Cast (* 1960), Autorin